# Mutisiopersea podadenia
Mutisiopersea podadenia là loài thực vật có hoa trong họ Nguyệt quế. Loài này được (S.F. Blake) Kosterm. miêu tả khoa học đầu tiên năm 1993.